# Liste der Kanzler von Brandenburg

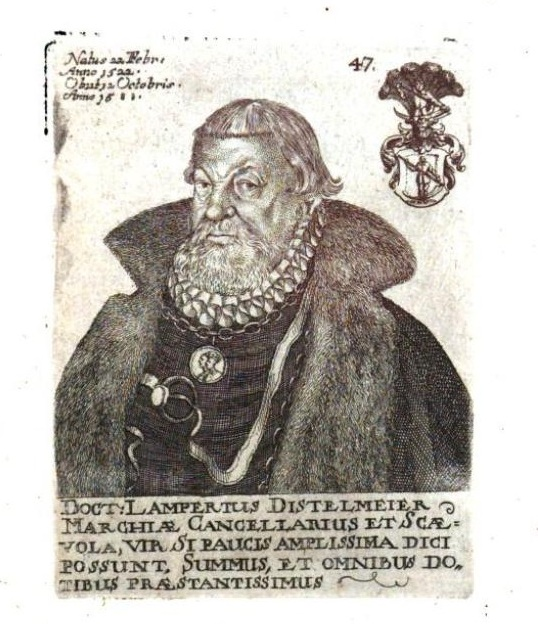
Lampert Distelmeyer

Die Liste der Kanzler enthält die Protonotare und Kanzler der Mark Brandenburg von 1312 bis 1650.

## Geschichte
Die Kanzlei der Markgrafen von Brandenburg wurde von einem Protonotarius (oberster Schreiber, auch Landschreiber) geleitet. Dieser hatte vor allem Verwaltungsaufgaben zu erfüllen. 1312 erschien für einen solchen erstmals auch die Bezeichnung Kanzler, aber weiterhin im Sinne eines Leiters der Kanzlei.
In den folgenden Jahrzehnten erschien der neue Titel mehrfach. Seit 1443 wurde dieses Amt kontinuierlich vergeben, nun auch mit einer festen Aufgabenbestimmung, die mehr Einfluss und Entscheidungskompetenzen gegenüber den bisherigen Hauptkanzleischreibern beinhaltete.
1652 wurde die Aufgabe des leitenden Verantwortlichen der Verwaltung und der Staatsgeschäfte auf den Direktor des Geheimratskollegiums übertragen, seit 1695 mit der Bezeichnung Wirklicher Geheimer Etats- und Justizminister. Zwischen 1770 und 1810 wurden noch einmal Großkanzler ernannt, allerdings unter den Etatsministern (später Staatsministern).

## Protonotare und Kanzler
- Sloteko, 1311–1313 Protonotarius, 1312 Kanzler genannt
- Eberhard, 1317 Protonotarius
- Seger von Gardelegen, 1324–1328 Protonotarius
- Hermann von Lüchow, 1329–1333 Protonotarius
- Eberwin von Rodach, 1333–1349 Protonotarius
- Dietrich Morner (Mörner), 1350–1356 Kanzler
- Peter von Oppeln, 1374 Kanzler, auch Bischof von Lebus
- Johann von Waldow, 1409 Landschreiber
- Ortel von Zehmen, 1423 Leiter der Kanzlei
- Johann Sommer, um 1432–1436 Protonotarius, auch Kanzler genannt

## Kanzler
- Heinz Kracht, 1443

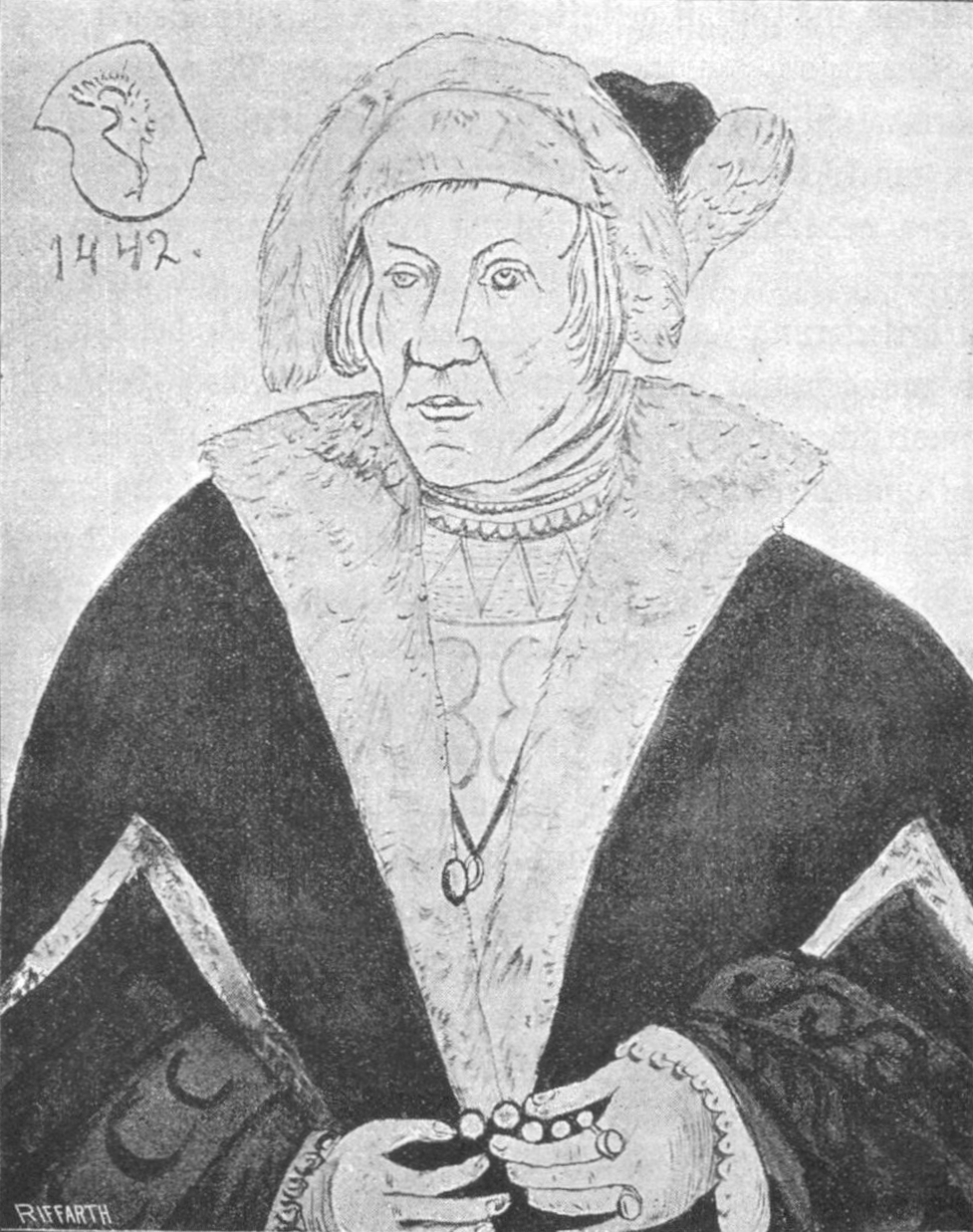
Heinz Kracht

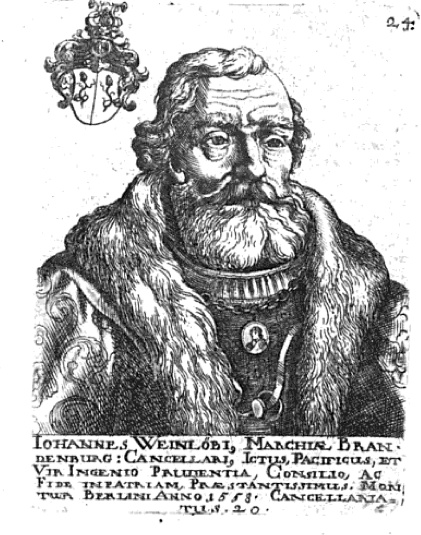
Johann Weinlöben

- Friedrich Sesselmann, 1445–1483, auch Bischof von Lebus
- Sigmund Zerer, 1483–1509
- Sebastian Stublinger, 1509–1529
- Wolfgang Kettwig, 1529–1540
- Georg von Breitenbach, 1540
- nicht besetzt 1541–1550
- Johann Weinlob (Weinlöben), 1541–1558
- Lampert Distelmeyer, 1558–1588
- Christian Distelmeyer, 1588–1598
- Johann von Loeben, 1598–1609
- nicht besetzt 1609–1616
- Friedrich Bruckmann, 1616–1630
- Sigismund von Götze, 1630–1637
- nicht besetzt 1637–1641
- Sigismund Götze, 1641–1650

## Vizekanzler
Daneben gab es einen Vizekanzler, der mitunter weitere Ämter innehatte (Kammergerichtsrat, Konsistorialpräsident). Dieser war auch Mitglied des Geheimen Ratskollegiums (seit 1604). Ab 1686 war der Vizekanzler gleichzeitig Präsident des Kammergerichts.
- Matthias Chemnitz, um 1570–spätestens 1598, auch Konsistorialpräsident
- Christoph Benckendorf, 1598–spätestens 1605
- Friedrich Pruckmann, 1606–1616, dann Kanzler
- Daniel Matthias, 1616–1619
- Johann von Koeppen (d. J.), 1621–1630
- Andreas von Kohl, 1630–1650
- Thomas von dem Knesebeck (d. Ä.), 1651–1658, interimistisch, Leiter des Kammergerichts, nie als Vizekanzler bezeichnet
- Lucius von Rhaden, 1658–1686, auch Konsistorialrat
- Thomas von dem Knesebeck (d. J.), 1686–1689, auch Konsistorialrat